# Monty Python (musikalbum)
Monty Python är The Bear Quartets femtonde studioalbum, utgivet 2010.

## Låtlista[1]
1. "You You You You You You"
2. "We're Not Gonna Make It"
3. "Fist or Hand"
4. "Two Losers"
5. "Escape from Promille Hill"
6. "Dogs"
7. "Promille Hill"
8. "Lovers Goodbye"
9. "Silent Film"

## Mottagande
Skivan fick ett gott mottagande när den utkom och snittar på 3,7/5 på Kritiker.se, baserat på tjugotre recensioner.